# فريق الأشجار
فريق الأشجار (بالإنجليزية: Team Trees)‏، هي حملة جمع تبرعات تعاونية جمعت مليون دولار أمريكي قبل بداية عام 2020 لزراعة 20 مليون شجرة. بدأ المبادرة مستر بيست ومارك روبير، وكان معظم دعم المبادرة من صانعي المحتوى على يوتيوب. ذهبت جميع التبرعات إلى مؤسسة أربور داي، وهي منظمة لزراعة الأشجار تتعهد بزراعة شجرة واحدة لكل دولار أمريكي يُتبرع به. بدأت مؤسسة أربور داي الزراعة في يناير 2020 وكانت تخطط للانتهاء «في موعد لا يتجاوز ديسمبر 2022». يقدر أن 23 مليون شجرة سوف تشغل مساحة 210 كيلومتر مربع (81 ميل2)، وسوف تمتص حوالي 1.6 مليون طن من الكربون و116 ألف طن من الهواء الملوث في الغلاف الجوي.
اعتبارًا من 12 يناير 2023، جمع المشروع 24،278،557 دولارًا، متجاوزًا الهدف الذي كان 20 مليون.

## خلفية
بدأت الفكرة في 24 مايو 2019، عندما اقترح أحد المعجبين على موقع ريديت أن يقوم مستر بيست (جيمي دونالدسون) بزراعة 20 مليون شجرة للاحتفال بوصوله إلى 20 مليون مشترك على يوتيوب. انتشرت الفكرة عبر يوتيوب وريديت وتويتر، معظمها في شكل ميمات. ربما كانت الفكرة مرتبطة بحرائق الغابات المطيرة في الأمازون لعام 2019. اشترك المهندس والمخترع واليوتيوبر الأميريكي مارك روبير مع مستر بيست لإطلاق حملة جمع التبرعات. حمّل دونالدسون مقطع فيديو على يوتيوب في 25 أكتوبر 2019 يشرح فيه خطته، احتل المقطع صدارة صفحة الفيديوهات الرائجة على يوتيوب، ما سبب انضمام العديد من صانعي محتوى يوتيوب إلى الحركة.
من أبرز صانعي المحتوى على يوتيوب الذين تبرعوا بيو دي باي، ريت ولينك، مارشميلو، جوستين إيزاريك، ماركيز براونلي، ذا سلو مو جايز، نينجا، سيمون جيرتز، جاك سبتيك آي، أذكى كل يوم، مارك روبير، سيمبلي نيلوجيكال، ذا كينغ أوف راندوم، دود بيرفكت، ذا تراي جايز، آلان بيكر، آلان ووكر، روبرت راليسون، نصائح لينوس التقنية، جيفري ستار، مينيتيرث، وجايدن للرسوم المتحركة. ورواد الأعمال مثل إيلون ماسك، توبياس لوتكي، مارك بينيوف، سوزان وجسيكي، جاك دورسي، وجان-ميشيل ليميو.
اعتبارًا من يناير 2020 ستُزرع الأشجار «في غابات متنوعة على أراضٍ عامة وخاصة في مناطق شديدة الاحتياج». الهدف هو زرعها «في موعد لا يتجاوز ديسمبر 2022».

## استجابات
أنشأ العديد من صانعي المحتوى على يويتوب فيديوهات للاستفادة من الشعبية المتزايدة لـفريق الأشجار؛ ظهرت فكرة فريق الأشجار في أكثر من 80،000 مقطع فيديو من أكثر من 4200 منشئ محتوى عالمي. نًشر أكثر من 556،001 منشور على إنستغرام وتويتر حاصلاً على أكثر من 4.6 مليار مشاهدة. تمكن منشئو المحتوى بتشجيع جمهورهم ليتبرعوا ويدعموا فريق الأشجار.
بالإضافة إلى المؤثرين على وسائل التواصل الاجتماعي، قامت الشركات الكبرى بتبرعات كبيرة بما في ذلك فيرايزون، إلكترونيك آرتس، سيلز فورس (مارك بينيوف)، شوبايفاي (الرئيس التنفيذي توبياس لوتكي ومدير التكنولوجيا التنفيذي جان ميشيل ليميو) وتسلا (إيلون ماسك).
أنتجت قناة ديسكفري فيلمًا وثائقيًا بعنوان #فريق الأشجار حول الحملة بُث في 3 ديسمبر 2019، إلى جانب تبرع القناة ب100،203 دولار أمريكي للحملة في اليوم التالي.

## مواق الزراعة
تشمل مواقع الزراعة الأماكن التالية:
| الموقع                                          | الدولة              | عدد الأشجار |
| ----------------------------------------------- | ------------------- | ----------- |
| وسط وشمال فيكتوريا                              | أستراليا            | 75000       |
| كوينزلاند الشرقية                               | أستراليا            | 300000      |
| الغابة الأطلسية                                 | البرازيل            | 170000      |
|                                                 | بوروندي             | 100000      |
| كولومبيا البريطانية                             | كندا                | 170000      |
| منطقة حريق هانسفيل في 2017، كولومبيا البريطانية | كندا                | 150000      |
| السور الأخضر العظيم                             | تشاد، مالي، السنغال | 3840000     |
| Minqin County، قانسو                            | الصين               | 25000       |
| غايجو، لياونينغ                                 | الصين               | 20000       |
|                                                 | جمهورية الدومينيكان | 200000      |
|                                                 | فرنسا               | 150000      |
|                                                 | هايتي               | 1050000     |
| نهر كافيري                                      | الهند               | 905439      |
| بابوا الغربية                                   | إندونيسيا           | 450000      |
|                                                 | جمهورية أيرلندا     | 100000      |
| غابة كيجابي                                     | كينيا               | 950000      |
| سلسلة جبال كيانجافاتو                           | مدغشقر              | 400000      |
|                                                 | مدغشقر              | 600000      |
|                                                 | موزمبيق             | 1252007     |
|                                                 | نيكاراغوا           | 975000      |
|                                                 | بيرو                | 125800      |
|                                                 | البرتغال            | 10000       |
| إقليم فاتيك وأقليم كفرين                        | السنغال             | 1990000     |
| Freetown Peninsula ‏                             | سيراليون            | 100000      |
| بالنثيا                                         | إسبانيا             | 4200        |
| محافظة ماي هونغ سون                             | تايلاند             | 50000       |
| أضنة                                            | تركيا               | 60000       |
| إزمير                                           | تركيا               | 50000       |
|                                                 | المملكة المتحدة     | 24000       |
|                                                 | المملكة المتحدة     | 50000       |
| Mersey Forest                                   | المملكة المتحدة     | 70000       |
| ألاباما وفلوريدا وجورجيا وكارولاينا الجنوبية    | الولايات المتحدة    | 1000000     |
| حوض نهر المسيسيبي في أركنساس ولويزيانا ومسيسيبي | الولايات المتحدة    | 1000000     |
| مقاطعة بوت، كاليفورنيا                          | الولايات المتحدة    | 100000      |
| Tyndall Air Force Base، فلوريدا                 | الولايات المتحدة    | 983000      |
| البرك في جورجيا                                 | الولايات المتحدة    | 450000      |
| Michigan State Forests ‏                         | الولايات المتحدة    | 2207067     |
| بيتروت، الغابة الوطنية ‏، مونتانا                | الولايات المتحدة    | 63800       |
| Flathead and غابة كوتيناي الوطنية ‏s، مونتانا    | الولايات المتحدة    | 295132      |
| Gallatin National Forest، مونتانا               | الولايات المتحدة    | 275500      |
| Nebraska National Forest، نبراسكا               | الولايات المتحدة    | 40000       |
| Bladen Lakes State Forest، كارولاينا الشمالية   | الولايات المتحدة    | 147555      |
| Rogue River-Siskiyou National Forest ‏، أوريغن   | الولايات المتحدة    | 23100       |
| Willamette River Basin، أوريغن                  | الولايات المتحدة    | 500000      |
| كارولاينا الجنوبية                              | الولايات المتحدة    | 1000000     |
| نهر راباهانوك، فرجينيا                          | الولايات المتحدة    | 50000       |
| واشنطن                                          | الولايات المتحدة    | 650000      |

## نقد
تلقت حملة فريق الأشجار أيضًا انتقادات كبيرة من البعض، فيما يتعلق بشكل أساسي بفعاليتها وما إذا كان سحب الكربون في الغلاف الجوي عن طريق زرع الأشجار مناسبًا أم لا. أظهر الكيميائي واليوتيوبر فيل ماسون تأثير زراعة 20 مليون شجرة من إظهاره أنه يتوجب زراعة 40 مليون شجرة يوميًا للتعويض فقط عن البصمة الكربونية للولايات المتحدة، مما يتطلب ما يقرب من 15 مليار شجرة سنويًا للتعويض عن الولايات المتحدة وحدها. في مقطع الفيديو الخاص به، تناول ماسون أيضًا قضية الاحتباس الحراري وإنكار تغير المناخ.
انتقد عالم المناخ الدكتور سايمون كلارك الحملة بناءً على خوفه من تأثير الترخيص الذاتي، والذي ينص على أن العمل الأخلاقي الإيجابي للفرد يجعله يميل إلى القلق بشكل أقل بشأن الأفعال الأخلاقية السلبية في المستقبل. ذكر كلارك أن الشخص الذي يتبرع قد يشعر بأنه يمكنه القيام بأعمال أخرى قد تزيل تماماً أثر تبرعه. على سبيل المثال، ذكر كيف يمكن أيضًا تحقيق تخفيضات الكربون من عمر 20 شجرة بالكامل عن طريق أن يصبح الشخص نباتياً لمدة ست سنوات، أو يمكن إبطالها تماماً من خلال القيام بإيقاف أربع رحلات ذهابًا وإيابًا من غرب أوروبا إلى الساحل الغربي للولايات المتحدة الأمريكية. حاول كلارك أيضًا أن يضع في الاعتبار مدى ضآلة تأثير فريق الأشجار بالنسبة إلى كمية الكربون المنبعثة سنويًا. مع تقدير 20 مليون شجرة تزيل مليون طن من الكربون من الغلاف الجوي على مدى قرن، أشار كلارك، هذا فقط جزء من ألف من مليار طن من الكربون التي نطلقها كل عام.
صرح إيك لوديلينج، رئيس قسم علوم البستنة في جامعة بون: «اتضح أن العديد من هذه الشتلات إذا لم تنمو جيدًا أو إذا لم يهتم بها المزارعون فسوف تموت جميعها بسرعة. في بعض الأحيان يكون من الأفضل زراعة عدد أقل من الأشجار والعناية بها حقاً». عالج داني كوهن، مدير العلاقات العامة في مؤسسة أربور داي، هذه المخاوف بقوله إن «الشركاء الذين يعملون مع المنظمة مطالبون جميعًا بخطط لمساعدة أشجارهم على الازدهار».
وصف آدم روجرز، الذي كتب في وايرد، المزيد من المشكلات المتعلقة بمحاولة مكافحة تغير المناخ عن طريق زراعة الأشجار. جزء كبير من المقال عبارة عن رد على مقال نُشر في مجلة ساينس بشأن إمكانية سحب الكربون من الغلاف الجوي من خلال الأشجار. أشار روجرز إلى أن المقالة تضمنت التقليل إلى حد كبير من كمية الكربون التي يمتصها المحيط والإفراط في تقدير كمية الكربون التي تمتصها الأشجار. يقتبس روجرز من كارلا ستافير، عالمة البيئة في جامعة ييل، التي كتبت، «نحن لا نتحدث عن أخطاء صغيرة هنا. نحن نتحدث عن اختلاف كبير في إجمالي كمية الكربون التي يمكنك سحبها». تؤكد ستافير أنه في حين أن زراعة الأشجار قد تكون حلاً شائعاً ومفيدًا جزئيًا، إلا أنها أبعد ما تكون عن الحل الكافي حقًا والأهم من ذلك التركيز على تقليل إنتاجنا للكربون.

## روابط خارجية
- الموقع الرسمي